# Campeonato Asiático de Handebol Feminino de 1993
O Campeonato Asiático de Handebol Feminino de 1993 foi a quarta edição do principal campeonato de andebol (português europeu) ou handebol (português brasileiro) feminino do continente asiático. A China foi o país sede e os jogos ocorreram na cidade de Shantou.
A Coreia do Sul foi campeã pela quarta vez, com a China segundo e a Coreia do Norte terceiro.